# Grafton (Illinois)
Grafton è un comune degli Stati Uniti d'America, situato in Illinois, nella Contea di Jersey.